# 2010年冬季残疾人奥林匹克运动会蒙古代表团
2010年冬季残疾人奥林匹克运动会蒙古代表团是蒙古派出的2010年冬季残疾人奥林匹克运动会代表团。未获得奖牌。